# 이서면 (화순군)
이서면(二西面)은 대한민국 전라남도 화순군의 면이다. 면적은 52.71 km2이고, 인구는 약 1천 명이다.

## 연혁
- 마한 시대 : 벽비리국의 일부였다.
- 백제 시대 : 두부지현의 일부였다.
- 통일신라 :  곡성군 동복현내의 보령현 지역에 속했다.
- 조선 중기 : 동복군 내서면, 외서면
- 1914년 3월 1일 : 부군면 통폐합으로 인해 화순군 이서면이 설치되었다.[1]

## 행정 구역
| 법정리 | 한자명 | 행정리                             | 비고            |
| ------ | ------ | ---------------------------------- | --------------- |
| 갈두리 | 葛頭里 | 갈두1구                            |                 |
| 도석리 | 道石里 | 야사2구                            |                 |
| 보산리 | 寶山里 | -                                  | 거주 인구 없음  |
| 보월리 | 保月里 | 보월1구, 보월2구                   |                 |
| 서리   | 西里   | 서리                               |                 |
| 안심리 | 安心里 | 안심1구, 안심2구                   |                 |
| 야사리 | 野沙里 | 야사1구, 야사2구, 야사3구, 야사4구 | 면사무소 소재지 |
| 영평리 | 永坪里 | 영평1구, 영평2구                   |                 |
| 월산리 | 月山里 | 서리                               |                 |
| 인계리 | 仁溪里 | 인계1구, 인계2구, 인계3구          |                 |
| 장학리 | 獐鶴里 | -                                  | 거주 인구 없음  |
| 창랑리 | 滄浪里 | 창랑1구                            |                 |

## 교육 기관
- 이서초등학교